# Tmall
Tmall.com (chinesisch: 天 猫; pinyin: Tiānmāo), ehemals Taobao Mall, ist eine chinesischsprachige Website für den Business-to-Consumer(B2C)-Handel, die von der Website Taobao abgespalten wurde und in der Volksrepublik China von der Alibaba Group betrieben wird. Sie ist ein Online-Shop für die Länder Volksrepublik China, Hongkong, Macau und Taiwan.
Als eine der weltweit größten E-Commerce-Websites hat sie im Februar 2018 über 500 Millionen aktive Nutzer pro Monat erreicht. Laut Alexa Internet ist sie im November 2021 unter den meistaufgerufenen Websites der Welt auf Platz 3. Sie steht ebenfalls als mobile App für Android und IOS zur Verfügung.

## Inhalt und Funktionen
Auf der Website werden unterschiedliche Artikel aus dem Einzelhandel angeboten, wie zum Beispiel Alltagsgegenstände, Bekleidung, Technik und Lebensmittel. Alipay, ein Bezahlsystem der Alibaba Group, ist die bevorzugte Zahlungslösung für Transaktionen auf Tmall.com, allerdings werden auch die Zahlung per Kreditkarte, Nachnahme und Überweisung unterstützt.
Wie auf dem Taobao Marketplace können Käufer und Verkäufer vor dem Kauf über AliWangWang (chinesisch: 阿里 旺旺; pinyin: ālǐ wàngwàng), das proprietäre integrierte Instant-Messaging-Programm, kommunizieren. Bei chinesischen Online-Käufern ist es zur Gewohnheit geworden, über AliWangWang mit den Verkäufern oder deren Kundendienst zu chatten, um sich vor dem Kauf über Produkte zu erkundigen und Verhandlungen zu führen.

## Daten und Statistiken
Tmall.com bot 2018 mehr als 70.000 internationale und chinesische Marken von mehr als 50.000 Händlern an und bediente mehr als 180 Millionen Käufer. Die Website hatte 2010 einen Anteil von 47,6 % am B2C-Online-Einzelhandelsmarkt in der Volksrepublik China, gefolgt von 16,2 % von 360buy und 4,8 % von Joyo Amazon.

## Geschichte
Tmall.com wurde zuerst von Taobao im April 2008 als Taobao Mall eingeführt. Im November 2010 startete Taobao Mall die unabhängige Web-Adresse tmall.com, um die B2B-Angebote von den C2C-Angeboten von Taobao zu trennen. In der Zwischenzeit wurde eine Werbekampagne in Höhe von 30 Millionen US-Dollar gestartet, um die Bekanntheit der Marke bei den Verbrauchern zu steigern.

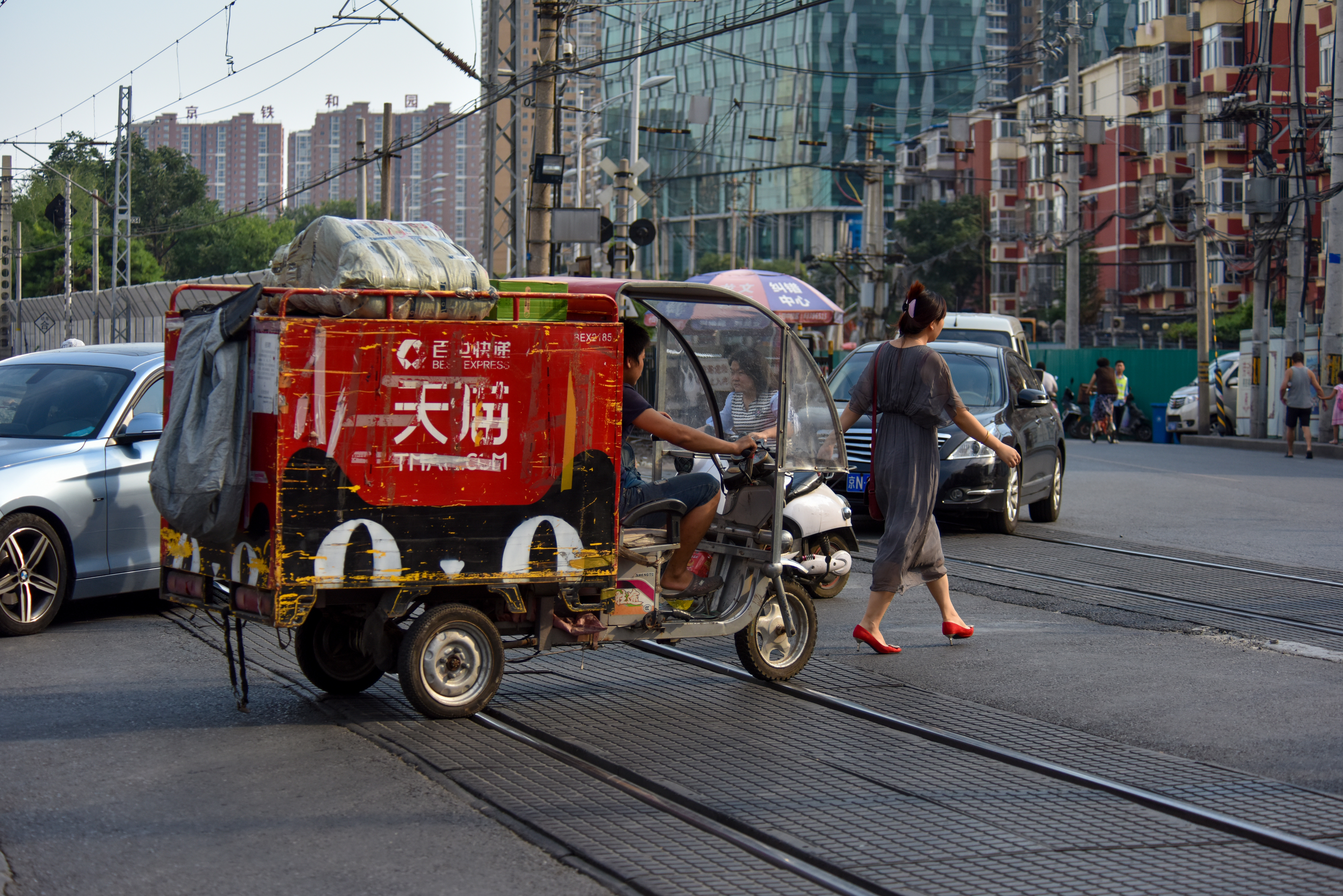
Werbung auf einem Transportwagen

Im Juni 2011 gab Jack Ma, Chairman und CEO der Alibaba Group, in einer internen E-Mail eine umfassende Umstrukturierung von Taobao bekannt. So wurde nun in drei separate Unternehmen reorganisiert. Infolgedessen wurde Tmall.com ein unabhängiges Geschäft unter der Alibaba Group. Die anderen beiden Unternehmen, die aus der Umstrukturierung hervorgegangen sind, sind der Taobao Marketplace (ein C2C-Marktplatz) und eTao (eine Shopping-Suchmaschine). Der Umzug wurde für Taobao als notwendig erachtet, um Konkurrenz entgegenzuwirken, die in den letzten zwei Jahren größer geworden war, da sich die Internet- und E-Commerce-Landschaft stark verändert hat.
Im Oktober 2011 erlebte Tmall.com zwei aufeinander folgende Wellen von Online-Aufständen, da die Gebühren für die Online-Anbieter erheblich erhöht wurden. Die Servicegebühren stiegen von 6.000 Yuan (940 US-Dollar) auf 60.000 Yuan (9.400 US-Dollar) pro Jahr und eine obligatorische Festbetragszahlung von 10.000 Yuan (1.570 US-Dollar) bis zu 150.000 Yuan (23.500 US-Dollar) wurde festgesetzt. Laut Tmall.com sollte die Preiserhöhung helfen, Händler auszusortieren, die zu oft Fälschungen, minderwertige Produkte und schlechten Kundenservice boten. Geschäfte, die bei Kunden und bei hohen Verkaufszahlen Bestnoten für Service und Qualität erhalten haben, haben einen Anspruch auf eine teilweise oder vollständige Rückerstattung.
Am 11. Januar 2012 änderte TMall.com offiziell seinen chinesischen Namen in Tiān Māo (天 猫), die chinesische Aussprache von Tmall, die wörtlich „Himmelskatze“ bedeutet.

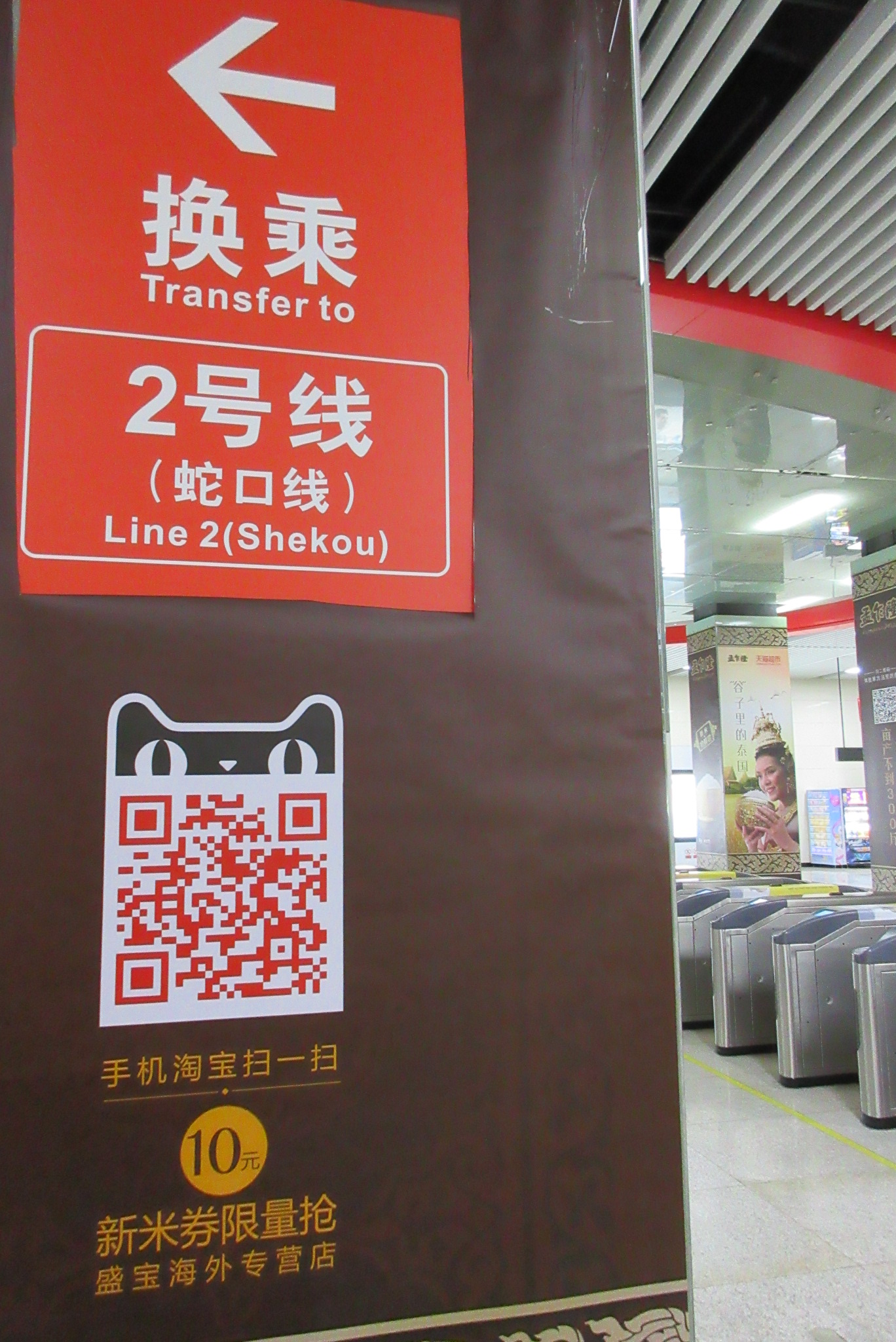
Werbung in einer U-Bahn-Station mit QR-Code.

Tmall besetzte im ersten Quartal des Jahres 2013 51,3 % des Umsatzes des chinesischen Online-Business-to-Consumer-Markts.
Im Februar 2014 startete Alibaba Tmall Global als grenzüberschreitenden Marktplatz für ausländische Marken und Händler, die direkt an chinesische Verbraucher verkaufen. Zu den größten Stores von Tmall Global gehören Costco aus den USA und der DM-Drogerie Markt aus Deutschland. Tmall will seit 2018 jeden Monat neue Partnerschaften mit Luxusmarken starten.